# Sauloch

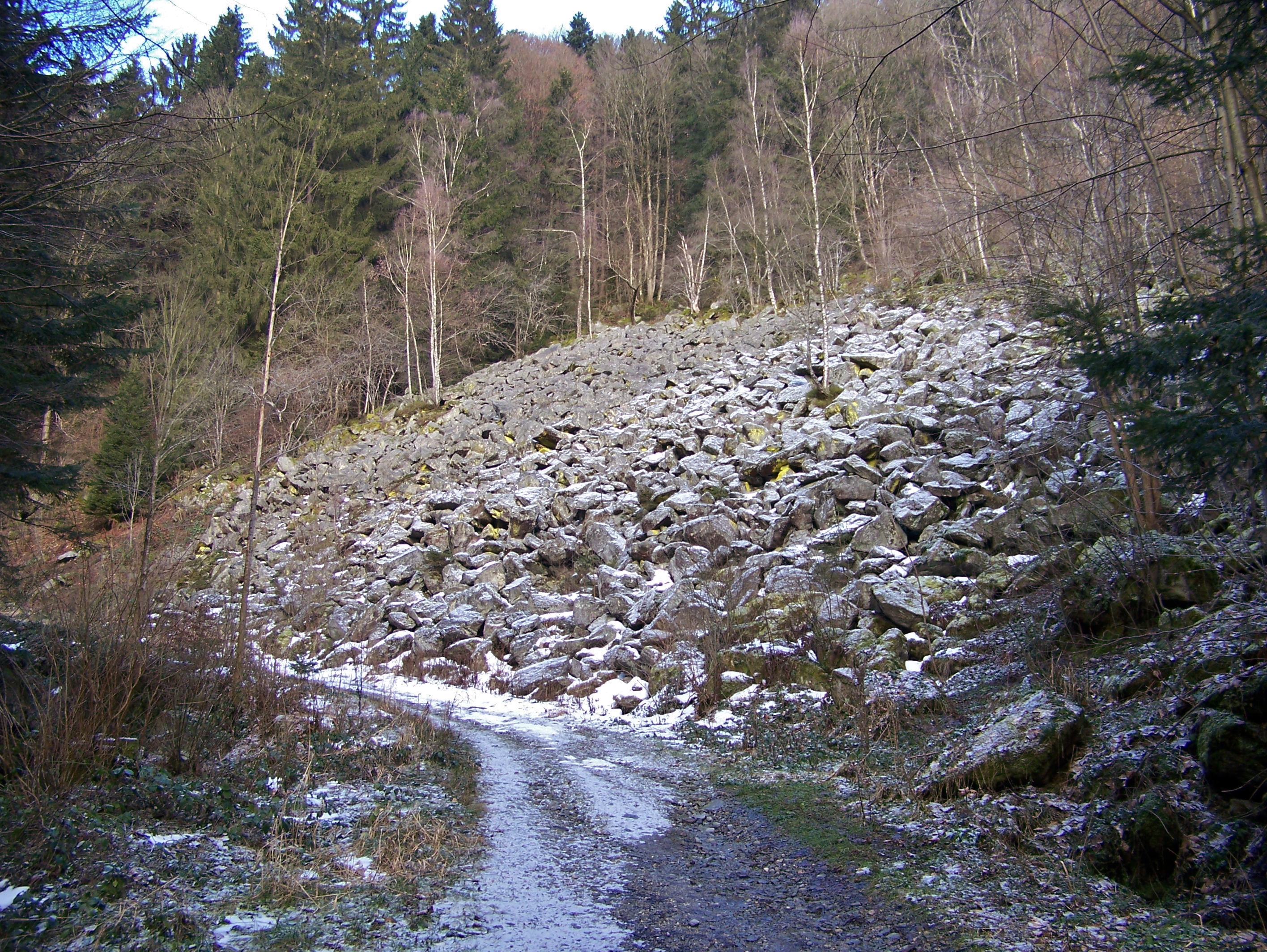
Blockhalde in der Saulochschlucht

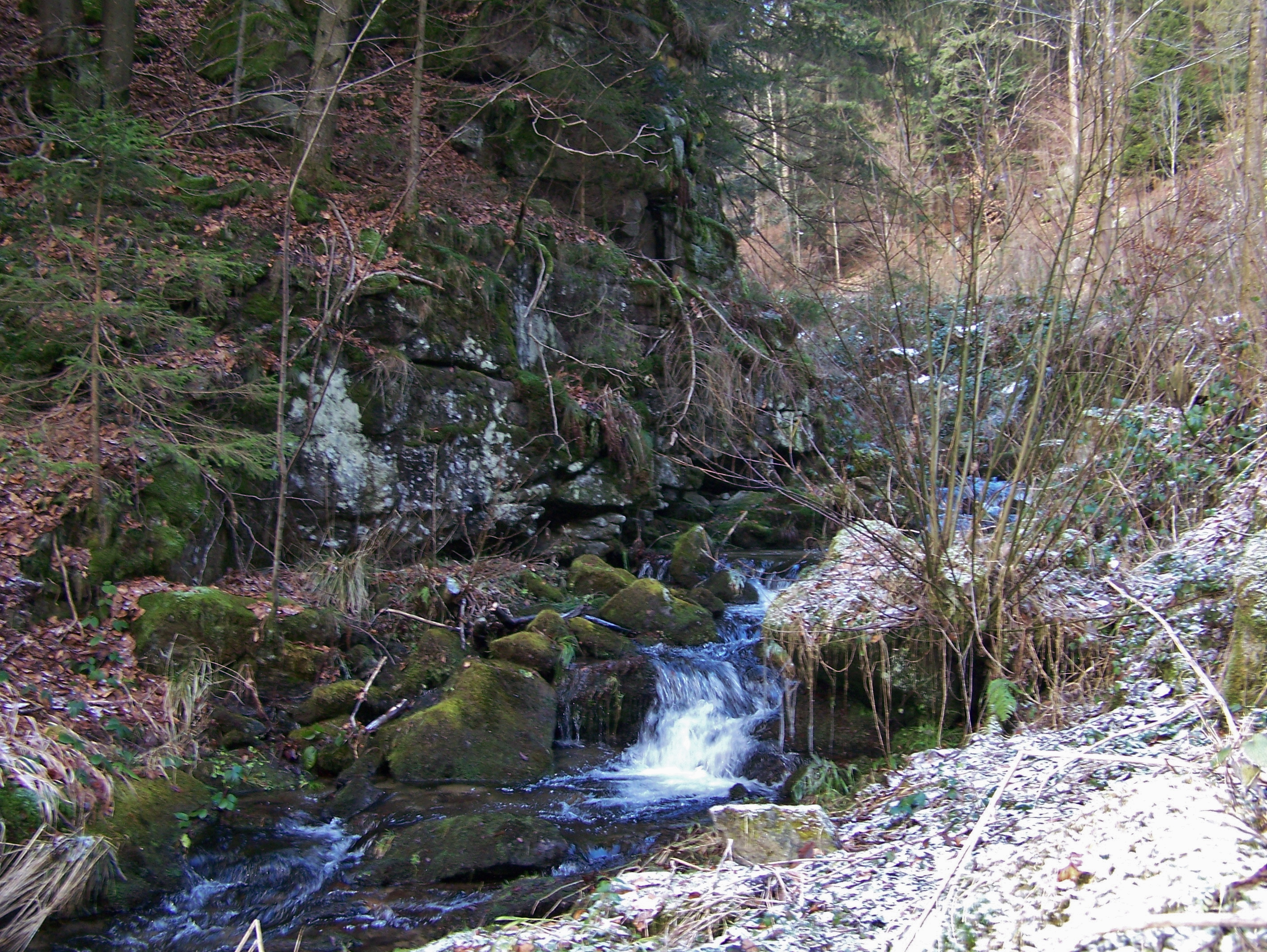
Saulochbach

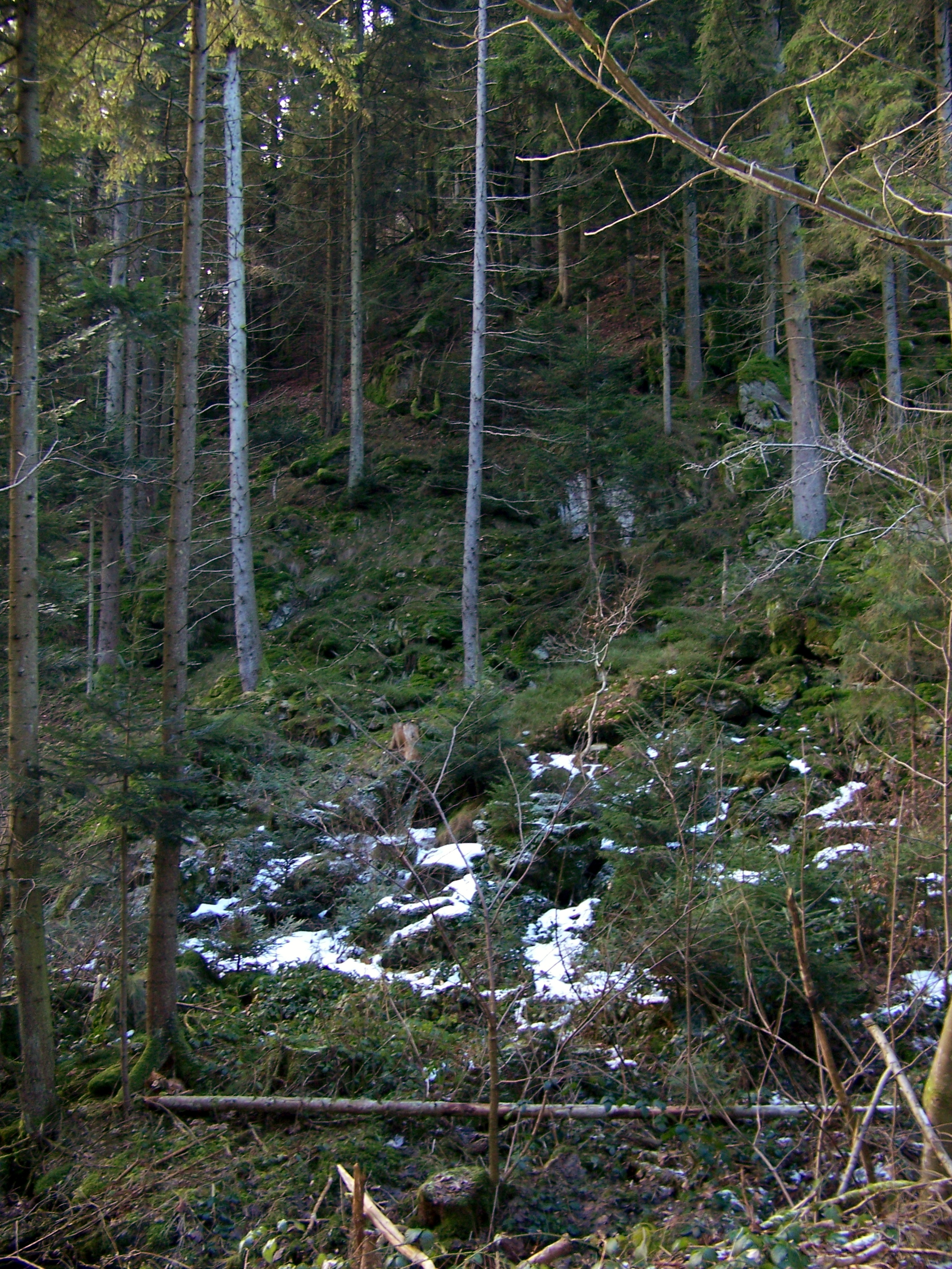
Bewaldeter Hang

Das Sauloch (auch Saulochschlucht) ist eine Schlucht im Landkreis Deggendorf in Bayern zwischen den Ortschaften Rohrmünzmühle und Zwieselerbruck. Sauloch erscheint erstmals als Ortsbezeichnung in einem Ortsverzeichnis vom 14. Juni 1842.
Das Kerbtal ist bis zu 200 m tief eingeschnitten. Im oberen Talabschnitt entstand unter periglazialen Bedingungen eine ausgedehnte Blockhalde, die sich zum Teil noch in Bewegung befindet.
Durch das Sauloch fließt der Saulochbach, der bei Zwieselerbruck in den Höllbach mündet. Von Rohrmünzmühle aufwärts heißt der Saulochbach Loosbach. Er entwässert das (trotz des Namens bewaldete) Tal Looswiesen östlich von Rohrmünzmühle, zwischen den Bergen Schellenberg, Dreitannenriegel und Hirschenkopf. Seine Gesamtlänge beträgt kaum mehr als 3 km. In Zwieselerbruck speist er ein Laufwasserkraftwerk der Ruselkraftwerke.
Bis ins 20. Jahrhundert führte durch das Sauloch der einzige Weg von Deggendorf nach Rohrmünz. Auf den untersten 300 Metern des Tals, bis zur Abzweigung nach Tattenberg, verläuft auch der Böhmweg durch das Sauloch.